# Żoruchowo
Żoruchowo (kaszb. Żorëchòwò lub też Żarchòwò, niem. Sorchow) – wieś w Polsce położona w województwie pomorskim, w powiecie słupskim, w gminie Główczyce. Wieś jest siedzibą sołectwa "Żoruchowo". Znajduje się tu klasycystyczny pałac z 1833 roku z parkiem leśnym o powierzchni około 4 ha.
W latach 1975–1998 miejscowość administracyjnie należała do województwa słupskiego.

## Nazwa
Nazwa miejscowości ma pochodzenie słowiańskie i charakter dzierżawczy. Powstała przez dodanie do nazwy osobowej *Żoruch lub *Zirach (por. kasz. dial. żôr „żuraw”) formantu -owo. Friedrich Lorentz odnotował formę nazwy w lokalnych gwarach słowińskich: Žʉ̀ɵ̯räχɵvɵ wraz z nazwami mieszkańców: Žʉ̀ɵ̯räχɵvjȯu̯n, Žʉ̀ɵ̯räχɵvjȯu̯nkă „żoruchowianin, żoruchowianka”. Niemiecka nazwa Sorchow jest adaptacją fonetyczną pierwotnej nazwy słowiańskiej.
Rada Języka Kaszubskiego proponuje kaszubską formę nazwy Żorëchòwò.

## Historia

### Kalendarium
- Początkowo miejscowość była lennem rodu von Janitz i von Bandemerów[9].
- 1717 rok - właścicielami dóbr byli: Peter Gentzlaff von Janitz, Frid. Asmus von Bandemer i Capt. Frentz Ludwig von Rexin[9].
- 1780 rok - rotmistrz Johann Diterich von Janitz posiadał cały majątek[9].
- 1784 rok - we wsi były trzy folwarki, 5 chłopów, 7 kosetów i 21 dymów[9].
- 1793 rok - majątek należał do rodziny von Mitzlaff[9].
- 1804 rok - właścicielem majątku był przedstawiciel z rodu von Braunschweig z Kołobrzegu[9].
- 1841 rok - panem na Żoruchowie, Podolu Wielkim i Wolini był Philipp von Braunschweig, a od 1855 roku jego najstarszy syn Richard. Po ojcu dobra przejął Barnim i po jego śmierci w 1905 roku majątek przeszedł na najstarszego syna - Egona, który był ostatnim właścicielem wsi i gospodarował tu do 1945 roku[9].
- 1 Grudnia 1871 roku - we wsi było 12 budynków mieszkalnych, 21 gospodarstw i żyło tu 110 mieszkańców (4 lata wcześniej było ich 117)[9].
- 1939 rok - wieś miała powierzchnię 1488 ha i mieszkało tu 310 ludzi[9].